# Fort-Mardyck
À ne pas confondre avec Mardyck, une autre commune associée à Dunkerque.
Fort-Mardyck (prononcer [fɔʁ maʁdik] ; Fort Mardijk en flamand occidental) est une ancienne commune française, située dans le département du Nord et la région Hauts-de-France ; elle est associée à Dunkerque depuis le 9 décembre 2010.

## Géographie

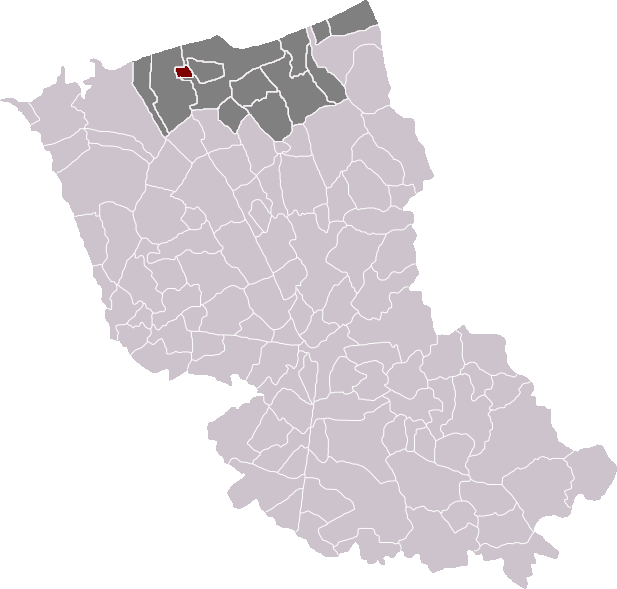
Fort-Mardyck dans son canton et son arrondissement.

### Situation
Située dans la banlieue Dunkerquoise, Fort-Mardyck est reliée à Lille (80 km) et Paris (300 km) par l'autoroute A25, au Tunnel sous la Manche via Calais par l'A16/E40, et à Bruxelles par l'A16/E40. Liaisons ferroviaires directes au départ de Dunkerque à destination de Calais, Lille, Paris, Marseille. Canal à grand gabarit jusqu'à Valenciennes.
La commune est desservie par les lignes 17 et 19 du réseau DK'Bus.

### Paysages
Pour un article plus général, voir Paysage en France.
La commune s'inscrit dans les « paysages des dunes de la mer du Nord » tels qu’ils sont définis dans l’atlas de paysages de la région Nord-Pas-de-Calais, conçu par la direction régionale de l'Environnement, de l'Aménagement et du Logement (DREAL),. 
Ces paysages concernent 23 communes du Nord et du Pas-de-Calais avec trois pôles d’attraction que sont Calais à l'ouest et Dunkerque à l’est et, dans une moindre mesure, Gravelines au centre où se trouve le delta du fleuve côtier l’Aa. On y distingue trois parallèles : la frange côtière avec son cordon dunaire ; l'ancienne route nationale 1 et l'Autoroute A16.
Ces paysages sont composés d’un cordon dunaire de 60 km typique des paysages nordiques et que l’on retrouve aux Pays-Bas et en Belgique. Ce cordon littoral datant du VIIIe siècle s’est constitué durant la dernière transgression marine et joue un rôle de digue en protégeant la plaine maritime de l’invasion de la mer. Sa taille n’excède pas, en largeur, quelques centaines de mètres et, en hauteur, une dizaine de mètres.
Une particularité de ces paysages est la présence de moëre (marais en flamand), point le plus bas du territoire français, avec une altitude de - 4 m. leur assèchement est entrepris dès 1619 par 23 moulins à vent qui vont pomper l’eau et l’acheminer vers la mer par des watringues. Ces polders, terres gagnées sur la mer,  ainsi constitués sont les plus anciens de l’Europe du Nord.
Les cultures ne représentent que 35 % de ces paysages des dunes de la mer du Nord.
Concernant l'activité humaine, à l’ouest de ces paysages se trouve : la région de Calais, avec le tunnel sous la Manche et l'activité portuaire de Calais tournée vers l’Angleterre ; à l’est, la zone urbaine de Dunkerque et ses installations portuaires et, au centre, la zone de Gravelines avec son port de plaisance et sa centrale nucléaire. 
Sur le plan de la biodiversité, on y observe de nombreux déplacements d’oiseaux marins, côtiers ou terrestres ainsi que des phoques veau-marin installés sur les bancs de sable.

## Héraldique
|  | Les armes de Fort-Mardyck se blasonnent ainsi :"Champs de gueules à la licorne saillante d'argent, au chef d'azur chargé d'un soleil à face humaine, rayonnant d'or, enfermé dans une bordure bretessée aussi d'or." |

## Communes Limitrophes
| "Mer du Nord" Loon-Plage | "Mer du Nord" | "Mer du Nord"     |
| Mardyck                  | Fort-Mardyck  | Saint-Pol-sur-Mer |
| Spycker Coppenaxfort     | Grande-Synthe | Petite-Synthe     |

### Drapeau
La ville de Fort-Mardyck utilise son propre drapeau que se décrit ainsi "Fascé de quatre pièces d'argent et de gueules.

Drapeau de Fort-Mardyck

## Histoire

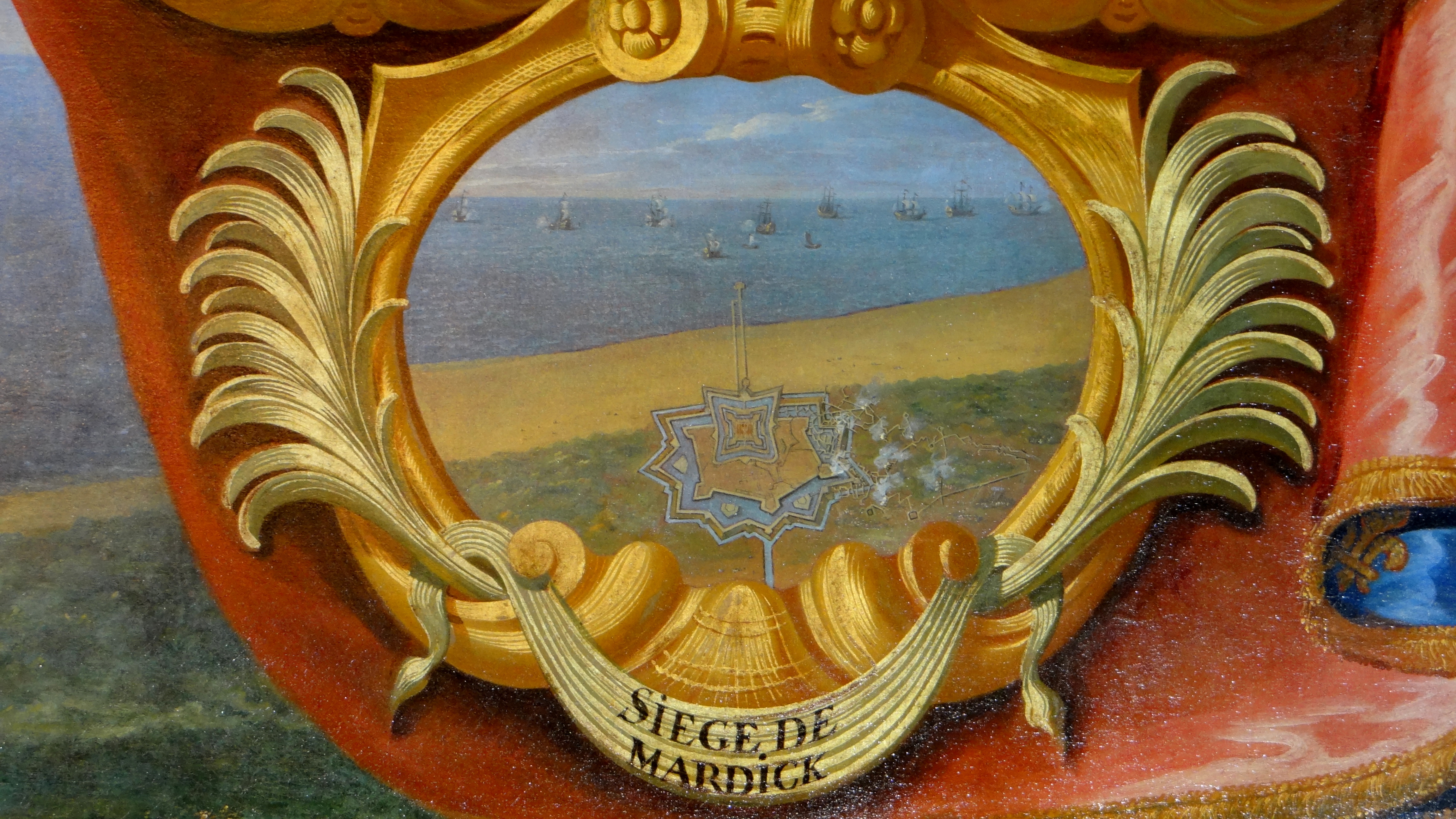
la bataille de Dunkerque en 1646 - Siège de Mardyck - toile de Sauveur Le Conte (1659-1694) au Château de Chantilly

La commune tire son nom du fort construit en 1622 sous la domination espagnole, pour protéger la passe ouest de Dunkerque.
Le récit du siège de Mardyck en 1645 indique :
« Le fort de Mardijck est situé dans les dunes ou monts de sable sur le rivage de la mer, à environ 1 heure de Duynkercke, et quasi à même distance du village de Mardijck, duquel village ce fort susdit tire son nom, ayant été bâti à la faveur de ceux de Duynkercke par le commandement du très célèbre chef de guerre Ambrose Spinola, et ce pour tant plus faciliter et assurer  l'entrée et la sortie du havre attendu que les États des Provinces Unies avaient quelques-uns de leurs navires de guerre à la rade devant ou aux environs de Duynkercke pour y guetter les Duynkerkois et leur disputer l'entrée et sortie, et pour empêcher aussi que les navires pris par ceux de Duynkercke ne pussent surgir au port comme ainsi soit que nécessairement il leur fallait roder la cote de fort près et passer le long du canal dit le Scheurtje par y décliner nos navires, desquels néanmoins ils furent souvent poursuivis et à grand-peine qu'il en échappèrent. Pour obvier à ceci les Duynkerkois, comme dit, on mis tout au bout du rivage, voire partie en mer, un Boulevard de Bois qu'ils appellent « Block-huys »; lequel ils fondirent si bien sur des pilotis, qu'ils purent commodément planter 6 à 7 demi-cartouches, pour la défense de leurs navires et pour repousser de là l'ennemi. Lequel boulevard, étant de bois, reçut de là le nom de « Houte Wambas » c'est-à-dire « pour-point de bois ». Or pour la sureté de ce fort de bois fut encore construit en terre un autre fort avec 4 bataillons royaux, assis dans les dunes, lequel pour la bonne commodité, fut agrandi de grands dehors et renforcé de plusieurs maisons représentant presque une petite ville »,.
- 30 septembre 1657 – 3 octobre : siège et prise de la ville par l’armée française, commandé par le chevalier de Clerville[7] et Vauban[8].
- 1662 : après la victoire de Turenne lors de la Bataille des Dunes, Louis XIV rachète Dunkerque et le fort de Mardyck aux Anglais. Colbert, ministre de la marine, installe une colonie de marins venue de Picardie sur l'emplacement du fort. L'originalité de cette création fut que les familles qui s'y implantèrent reçurent une "dot agraire communale" de 24 ares donnée à tout jeune couple qui s'y établit[9]. Louis XIV serait passé deux fois à Fort Mardyck en 1658 et 1662. Les premiers habitants eurent des maisons en torchis et chaumes. Autre particularité ils parlaient français alors qu'autour d'eux on pratiquait le flamand[9]. Ils étaient marins et pêcheurs. En 1677, la colonie comptait trente familles qui fournirent leur lot de marins pour les guerres des Rois de France. Par la suite nombre de villageois deviendront pêcheurs d'Islande, à la recherche de la morue, activité très difficile, le froid, l'humidité, les tempêtes, le travail harassant, la navigation périlleuse; pour les marins cela signifie "de la glace, des rochers et de la misère!» selon le mot d'un ancien [9]. En 1905, 36 marins ne revinrent pas de la campagne de pêche[9],[10].
- 1793 : le hameau devient commune.
- 1800 : le hameau est rattaché à la commune de Mardyck.
- 1830 : rattachement à la commune de Grande-Synthe.
- 1868 : le hameau redevient une commune indépendante.
- 1910 : le 20 novembre, une baleine de 19 mètres (40 000 kg) s'échoue sur la plage de Fort-Mardyck[11].
- Pendant la première guerre mondiale, Petite-Synthe est en 1917-1918, le siège d'un commandement d'étapes, c'est-à-dire un élément de l'armée organisant le stationnement de troupes, comprenant souvent des chevaux, pendant un temps plus ou moins long, sur les communes dépendant du commandement, en arrière du front. Fort-Mardyck fait partie de ces communes et a accueilli des troupes à ce titre[12].
- Le 18 décembre 1917, un bombardement aérien a frappé entre 17h 50 et 18h 45 les communes de Saint-Pol-sur-Mer, Petite-Synthe et Fort-Mardyck[13].
- Le 26 janvier 1918, bombardement sur l'agglomération dunkerquoise, d'abord terrestre vers 23h30, puis aérien vers 0h25. Le bombardement terrestre a concerné Saint-Pol-sur-Mer (un obus de 380 tombé 72 rue de la République, dégâts matériels), et Rosendaël (un obus de 380 tombé sur l'abattoir, dégâts matériels). Le bombardement aérien a vu une bombe larguée sur Malo-les-Bains, (rue de Roubaix, plusieurs automobiles   militaires endommagées) et deux torpilles lancées sur Fort-Mardyck (elles n'ont pas explosé, pas de victimes)[14].
- 2004 : le 5 décembre les habitants de Fort-Mardyck et Saint-Pol-sur-Mer sont consultés par référendum sur la fusion-association à la ville de Dunkerque. Le oui l'emporte à 54 %, mais n'obtient que 24,25 % des inscrits au lieu des 25 % exigés par la loi. La fusion-association est donc rejetée par le préfet.

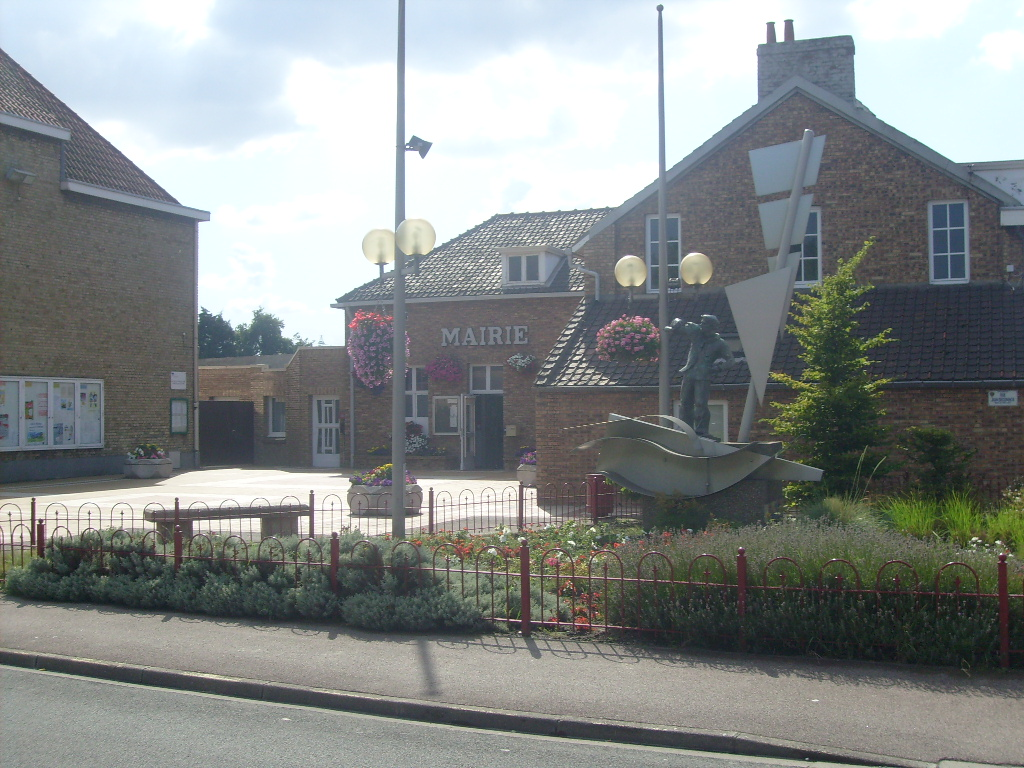
L'ancienne mairie

- 2010 : à la suite de la décision du Conseil d'État d'annuler l'arrêté du préfet (CE 20 octobre 2010, no 306643, commune de Dunkerque : AJDA, 4 avril 2011, p. 686, note A. Treppoz Bruant), le projet de fusion est de nouveau à l'ordre du jour[15].
- 7 décembre 2010 : le préfet ayant autorisé les conseils municipaux à statuer de nouveau sur le sort du projet, les 3 conseils municipaux votent une nouvelle fois en faveur de la fusion-association.
- 8 décembre 2010 : le préfet ayant pris acte de la volonté des conseils municipaux, il accepte la fusion qui prend effet le 9 décembre 2010[16].

## Politique et administration
Fort Mardyck est une commune associée à Dunkerque depuis le 9 décembre 2010, elle dispose donc d'un conseil consultatif présidé par un maire délégué. Les membres de ce conseil siègent également au conseil municipal de Dunkerque. Le maire Délégué de Fort Mardyck est actuellement Grégory Bartholoméus.
La commune associée appartient également au Canton de Grande-Synthe, qui comprend une partie de Dunkerque-Petite-Synthe, les communes associées de Mardyck et de Fort-Mardyck. L'actuel conseiller général est aussi Roméo Raggazzo.

### Liste des maires
| Période | Période | Identité               | Étiquette | Qualité |
| ------- | ------- | ---------------------- | --------- | --- |
| 1877    | 1883    | Pierre Adolphe Benard  |           | |
| 1883    | 1887    | P Ad. Benard           |           | |
| 1887    | 1888    | Fr. Druel              |           | |
| 1889    | 1892    | J. Jh. Druel           |           | |
| 1893    | 1896    | J. Everrard (Evrard?)  |           | |
| 1897    | 1899    | P. L. Benard           |           | |
| 1899    | 1904    | J.-F. Evrard-Bernard,  |           | |
| 1904    | 1908    | P.A. Bénard            |           | |
| 1908    | 1919    | Adolphe Deconinck      |           | |
| 1919    | 1929    | Jules Turbot           |           | |
| 1929    | 1932    | André Boulogne         |           | |
| 1932    | 1935    | Ferdinand Bernard      |           | |
| 1935    | 1938    | Léon Deconinck         |           | |
| 1938    | 1945    | François Evrard (fils) |           | |
| 1945    | 1947    | Laurent Legas          |           | |
| 1947    | 1971    | Jean Deconinck         | SFIO      | Conseiller général du Canton de Dunkerque-Ouest de 1964 à 1971, Président du S.I.E.R.D. (Syndicat Intercommunal d’Equipement de la Région Dunkerquoise) de 1966 à 1970, Vice-président de la Communauté urbaine de Dunkerque de 1969 à 1971. |
| 1971    | 1977    | Raymond Coulier        |           | |
| 1977    | 1989    | Jacques Deconinck      | PS        | |
| 1989    | 2010    | Roméo Ragazzo          | PS        | Conseiller général du Canton de Grande-Synthe depuis 1998, Vice-président de la Communauté urbaine de Dunkerque de 1989 à 2014. |

### Liste des maires-délégués
| Période                                  | Période | Identité             | Étiquette                 | Qualité |
| ---------------------------------------- | ------- | -------------------- | ------------------------- | --- |
| 2010                                     | 2020    | Roméo Ragazzo        | PS                        | Conseiller général du Canton de Grande-Synthe de 1998 à 2015, Conseiller départemental du Canton de Dunkerque-1 depuis le 29 mars 2015, Vice-président de la Communauté urbaine de Dunkerque du le 21 octobre 2017 au 10 juillet 2020. |
| 2020                                     | 2026    | Grégory Bartholoméus | Fort-Mardyck en mouvement | Chargé de mission au Conseil départemental du Nord, Conseiller délégué de Communauté urbaine de Dunkerque depuis le 10 juillet 2020, Conseiller départemental du Canton de Dunkerque-1 depuis le 27 juin 2021.                         |
| Les données manquantes sont à compléter. |         |                      |                           | |

### Politique de développement durable
La commune a engagé une politique de développement durable en lançant une démarche d'Agenda 21.

## Démographie

### Évolution démographique
L'évolution du nombre d'habitants depuis 1793 est connue à travers les recensements de la population effectués à Fort-Mardyck depuis cette date :
| 1793 | 1872  | 1876  | 1881  | 1886  | 1891  | 1896  | 1901  | 1906  |
| ---- | ----- | ----- | ----- | ----- | ----- | ----- | ----- | ----- |
| 332  | 1 070 | 1 225 | 1 375 | 1 481 | 1 607 | 1 672 | 1 678 | 1 785 |

| 1911  | 1921  | 1926  | 1931  | 1936  | 1946  | 1954  | 1962  | 1968  |
| ----- | ----- | ----- | ----- | ----- | ----- | ----- | ----- | ----- |
| 1 879 | 1 964 | 1 967 | 1 977 | 1 882 | 1 577 | 2 501 | 3 124 | 3 666 |

| 1975  | 1982  | 1990  | 1999  | 2005  | 2006  | 2011  | 2016  | 2021  |
| ----- | ----- | ----- | ----- | ----- | ----- | ----- | ----- | ----- |
| 4 802 | 4 229 | 4 074 | 3 770 | 3 626 | 3 586 | 3 517 | 3 503 | 3 500 |

| 2022  | - | - | - | - | - | - | - | - |
| ----- | - | - | - | - | - | - | - | - |
| 3 491 | - | - | - | - | - | - | - | - |

### Pyramide des âges
| Hommes | Classe d’âge | Femmes |
| ------ | ------------ | ------ |
| 0,1    | 90 ans ou +  | 0,4    |
| 3,2    | 75 à 89 ans  | 6,2    |
| 12,8   | 60 à 74 ans  | 14,4   |
| 23,6   | 45 à 59 ans  | 23,2   |
| 20,7   | 30 à 44 ans  | 20,5   |
| 20,1   | 15 à 29 ans  | 17,3   |
| 19,6   | 0 à 14 ans   | 18,0   |

| Hommes | Classe d’âge | Femmes |
| ------ | ------------ | ------ |
| 0,2    | 90 ans ou +  | 0,7    |
| 4,6    | 75 à 89 ans  | 8,2    |
| 10,4   | 60 à 74 ans  | 11,9   |
| 19,8   | 45 à 59 ans  | 19,5   |
| 21,0   | 30 à 44 ans  | 19,9   |
| 22,5   | 15 à 29 ans  | 20,9   |
| 21,5   | 0 à 14 ans   | 18,9   |

## Économie
La tradition des marchés se poursuit sur la commune : marché chaque vendredi matin.

## Lieux et monuments
Parc zoologique
Fort-Mardyck est le lieu d'implantation d'un parc zoologique, abritant environ 170 individus et plus d'une quarantaine d'espèces sauvages et domestiques, vivant dans un milieu de vie reconstitué.

## Personnalités liées à la commune
- Angelo Hugues
- Gilbert Zoonekynd, footballeur français.